# ديكون جونز (لاعب كرة قاعدة أمريكي)
ديكون جونز (بالإنجليزية: Deacon Jones)‏ هو لاعب كرة قاعدة أمريكي، ولد في 20 ديسمبر 1892 في أركاديا في الولايات المتحدة، وتوفي في 28 ديسمبر 1952 في بيتسبرغ في الولايات المتحدة.

## وصلات خارجية
- ديكون جونز (لاعب كرة قاعدة أمريكي) على موقعبيزبول رفرنس.كوم (الدوري الرئيسي) (الإنجليزية)
- ديكون جونز (لاعب كرة قاعدة أمريكي) على موقعبيزبول رفرنس.كوم (الدوري الثانوي) (الإنجليزية)
- ديكون جونز (لاعب كرة قاعدة أمريكي) على موقع جمعية أبحاث البيسبول الأمريكية (الإنجليزية)